# Kurt H. Illi
Kurt H. Illi (* 14. November 1935 in Luzern; † 22. November 2010 in Zürich; heimatberechtigt in Luzern) war langjähriger Verkehrsdirektor der Schweizer Stadt Luzern.

## Leben
Illi studierte Wirtschaftswissenschaften an der Universität Zürich und war danach mehrere Jahre als Werbe- und Kommunikationsberater tätig. Im Jahr 1978 wurde er zum Verkehrsdirektor der Stadt Luzern berufen und hatte diesen Posten während 22 Jahren inne. Weltweite Medienaufmerksamkeit wurde dem «Pop-Star des Tourismus» nach dem Brand der Kapellbrücke zuteil. International galt er als «Mister Luzern».
Als einen der «besten Verkäufer» der Schweiz bezeichnet ihn das Liechtensteiner Vaterland. Zu seinen legendären Werbeaktionen für Luzern gehörten ein Bad im Anzug im Vierwaldstättersee oder eine per Helikopter angeflogene Krawatte für den Wasserturm. Weiter erschloss Illi den Titlis für Hochzeiten japanischer Gäste. «Tausende japanischer Paare haben sich seither in der Kapelle des Schlosses Meggenhorn vor den Toren Luzerns trauen lassen.»

## Auszeichnungen
Im Jahre 1985 gewann er in der Schweiz den Verkaufsförderungspreis für seine Bemühungen um den japanischen Markt. Im Juni 2003 erhielt er von der «American Academy of Hospitality Sciences» den «Five Star Diamond Award». Er ist Ehrenbürger der japanischen Stadt Yokosuka.